# Edward Lincoln Abel
Edward Lincoln Abel (* 17. November 1860 in Springfield, Illinois; † 5. Dezember 1926 in Long Beach, Kalifornien) war ein US-amerikanischer Politiker. Zwischen 1913 und 1915 war er Vizegouverneur des Bundesstaates South Dakota.

## Werdegang
Edward Abel studierte Jura und arbeitete später unter anderem als Rechtsanwalt. Er kam zu einem nicht überlieferten Zeitpunkt nach South Dakota. In der dortigen Stadt Bridgewater praktizierte er als Anwalt. Außerdem war er in der Landwirtschaft als Farmer und Rancher sowie im Bankgewerbe tätig. Gleichzeitig schlug er als Mitglied der Republikanischen Partei eine politische Laufbahn ein. In seiner Heimatstadt Bridgewater war er Rechtsberater der Stadt, Mitglied im Gemeinderat und schließlich Bürgermeister. Viele Jahre lang leitete er den dortigen Schulausschuss. Zwischen 1904 und 1906 saß er für das McCook County im Senat von South Dakota. Im Jahr 1905 verlegte er seinen Wohnsitz und seine Anwaltskanzlei in die Stadt Huron. Auch dort wurde er Mitglied des lokalen Bildungsausschusses. Im Jahr 1907 wurde er Präsident der City National Bank.
1912 wurde Abel mit überwältigender Mehrheit an der Seite von Frank M. Byrne zum Vizegouverneur von South Dakota gewählt. Dieses Amt bekleidete er zwischen 1913 und 1915. Dabei war er Stellvertreter des Gouverneurs und Vorsitzender des Staatssenats. Nach seiner Zeit als Vizegouverneur ist er politisch nicht mehr in Erscheinung getreten. Er starb am 5. Dezember 1926 in Long Beach, wo er auch beigesetzt wurde.